# DigitalGlobe
DigitalGlobe est une société américaine  spécialisée dans l'imagerie spatiale et un opérateur de satellites d'observation de la Terre.

## Histoire
La société a été créée en 1992 sous l'appellation Worldview Imaging Corporation au moment de l'ouverture au secteur privé du marché américain de l'imagerie spatiale (Land Remote Sensing Policy Act), un domaine réservé jusqu'à la fin de la Guerre froide à l'industrie de la défense. La société a été successivement rebaptisée EarthWatch Incorporated après avoir absorbé Ball Aerospace & Technologies Corp., puis en septembre 2001 DigitalGlobe.
DigitalGlobe a racheté la société concurrente GeoEye en janvier 2013.
En février 2017, la société canadienne MDA annonce l'acquisition de DigitalGlobe pour 3,1 milliards de dollars canadien, soit l'équivalent de 2,4 milliards de dollars américain, hors reprise de dette. Le nouvel ensemble pèse 6 400 employés dont 4 600 aux États-Unis.
En octobre 2017, MDA devient Maxar Technologies, société qui sera désormais basée aux États-Unis d'ici 2019 et mère de DigitalGlobe.

## Satellites

### Satellites lancés
DigitalGlobe possède une flotte de plusieurs satellites dédiés à l'imagerie spatiale :
- Early Bird 1 lancé le 24 décembre 1997 par une fusée Start-1. La charge utile comprend une caméra panchromatique avec une résolution optique de 3 mètres et un  scanner multispectral  avec une résolution de 16 mètres. À la suite d'une perte de contact avec le satellite, il est rentré dans l'atmosphère le 27 juillet 2000[9].
- QuickBird lancé le 18 octobre 2001 est le principal satellite de la société. Un premier exemplaire avait été perdu au lancement. Le satellite qui est placé sur une orbite héliosynchrone de 450 km dispose d'une caméra panchromatique avec une résolution optique de 60 centimètres et un  scanner multispectral  avec une résolution de 2,4 mètres.
- WorldView-1 (en) lancé le 18 septembre 2007 dispose d'un unique instrument : une caméra panchromatique avec une résolution optique de 50 centimètres
- WorldView-2 (en) lancé le 8 octobre 2009 dispose d'un unique instrument : une caméra panchromatique avec une résolution optique de 46 centimètres et d'un scanner multispectral  avec une résolution de 184 centimètres.
- WorldView-3 (en) lancé le 13 août 2014. Il possède une caméra panchromatique avec une résolution optique de 31 centimètres.
- WorldView-4 (en), anciennement connu sous le nom de GeoEye-2, lancé le 11 novembre 2016 . Il possède une caméra panchromatique avec une résolution optique de 34 centimètres. En janvier 2019, le satellite a subi une panne de l'actionneur gyroscopique le rendant inopérant.

### Projets actuels
- WorldView-Scout : 6 satellites prévus d'être lancés à partir de 2019, avec une résolution de 80 cm pour compléter les satellites actuels et dont l'utilisation sera partagée entre DigitalGlobe et son partenaire saoudien KACST[10].
- WorldView-Legion : 6 satellites prévus d'être lancés à partir de 2022 en 2 vagues de 3 satellites qui viendront remplacer les WorldView 1 et 2 et qui permettront jusqu'à 40 revisites par jour de certains points sur Terre[11].

### Synthèse des satellites de DigitalGlobe
| Satellite                      | Date de lancement | Lanceur           | Site de lancement | Statut du lancement | Identifiant COSPAR | Orbite                                     | Fin de mission   |
| ------------------------------ | ----------------- | ----------------- | ----------------- | ------------------- | ------------------ | ------------------------------------------ | ---------------- |
| Earlybird 1                    | 24 décembre 1997  | Start-1           | Svobodny          | Succès              | 1997-085A          | Rentré dans l'atmosphère : 27 juillet 2000 | 28 décembre 1997 |
| Quickbird 1                    | 20 novembre 2000  | Kosmos-3M         | Plesetsk          | Echec               | 2000-074A          |                                            |                  |
| Quickbird 2                    | 18 octobre 2001   | Delta II 7320-10  | Vandenberg AFB    | Succès              | 2001-047A          | Altitude: 460 km Inclinaison: 97.2°        | 27 janvier 2015  |
| WorldView-1 (en)               | 18 septembre 2007 | Delta II 7920-10C | Vandenberg AFB    | Succès              | 2007-041A          | Altitude: 493 km Inclinaison: 97.5°        |                  |
| GeoEye-1 (en)                  | 6 septembre 2008  | Delta II 7420-10C | Vandenberg AFB    | Succès              | 2008-042A          | Altitude: 675 km Inclinaison: 98.1°        |                  |
| WorldView-2 (en)               | 8 octobre 2009    | Delta II 7920-10C | Vandenberg AFB    | Succès              | 2009-055A          | Altitude: 765 km Inclinaison: 98.6°        |                  |
| WorldView-3 (en)               | 13 août 2014      | Atlas 5           | Vandenberg AFB    | Succès              | 2014-048A          | Altitude: 610 km Inclinaison: 98.0°        |                  |
| WorldView-4 (en) (ex GeoEye-2) | 11 novembre 2016  | Atlas 5           | Vandenberg AFB    | Succès              | 2016-067A          | Altitude: 610 km Inclinaison: 98.0°        | janvier 2019     |